# 巴黎街 (布拉格)

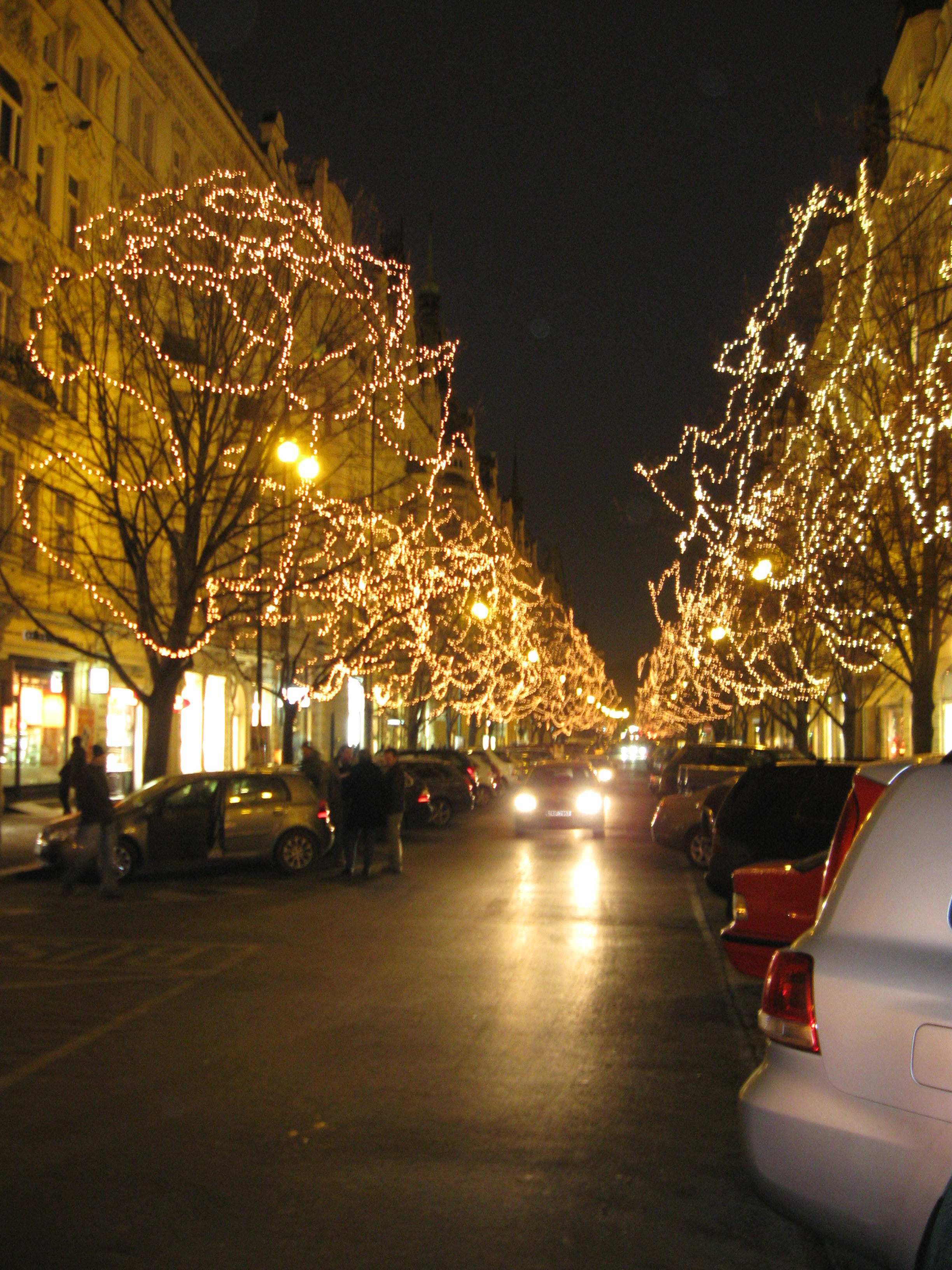
巴黎街的夜晚

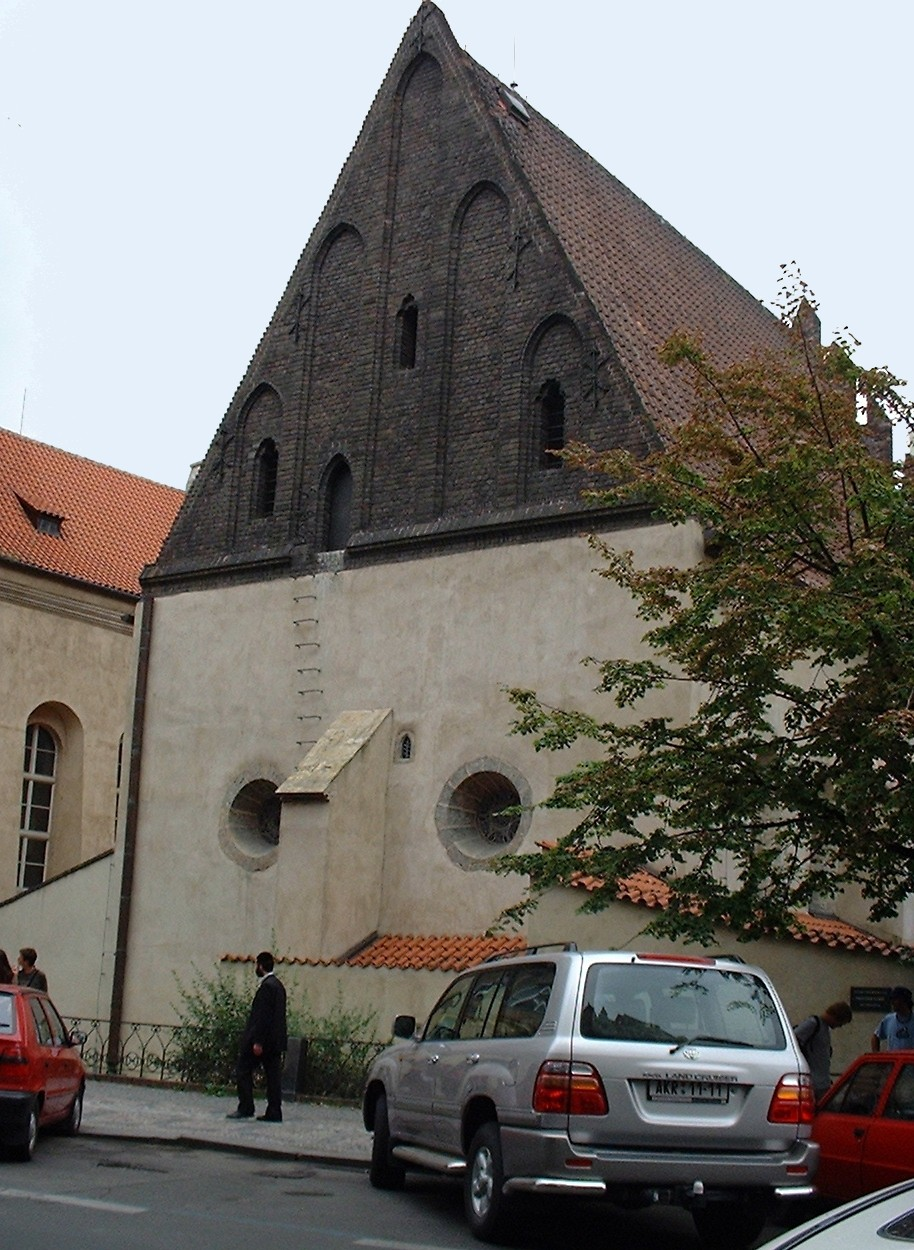
旧新犹太教堂

巴黎街（Pařížská ulice）是布拉格老城的一条街道。 
巴黎街位于老城广场以北，经过约瑟福夫（Josefov），河岸 切赫桥到Curieových广场。巴黎街穿过宽街（Široká）和德沃夏克滨河路，东侧有Kostečná街和Bílkova街，西侧有Jáchymov Brehova、红街（Červená）、Břehová和十一月十七日街。这条街在Bílkova街与老城广场之间较为宽敞，车辆双向通行，两侧衬砌人行道。 
这条街开辟于19世纪末改造犹太区之际，以法国巴黎命名，使人回想起巴黎的林荫大道。在最初的规划中，这条街应该是一部分从国家博物馆经过瓦茨拉夫广场，穿过老城，老城广场，今约瑟福夫，Letná到General Assembly大楼，是复制巴黎的香榭丽舍大街。但是该计划因缺乏资金和老城居民的反对而放弃。 
今天，巴黎街是一条非常豪华的商业街，有许多时尚商店和餐馆，被称为布拉格最昂贵的街道，这里公寓和商店的租金是布拉格以及捷克共和国最高的，在全世界排名第14位。 
许多房屋，特别是旧新犹太会堂附近的，是反映犹太传统的地方。新犹太会堂是二战前此处的主要建筑。